# Ove Hygum
Ove Hygum, född 17 september 1956 i Kolding, är en dansk f.d. fackföreningsledare och socialdemokratisk politiker. Han var Danmarks arbetsmarknadsminister 1998-2001 och sedan 2008 är han managing director för Nordea i Danmark.
Ove Hygum är son till slaktarmästaren Svend Aage Andersen och kontorsassistenten Ninna Hygum Andersen. Han tog realexamen från Oksbøl Folke- og Realskole 1973 och handelsexamen från Varde Handelsskole 1974. Han var sedan lärling på sparbanken Sydjylland i Varde (1974-1976) och assistent på samma ställe (1976-1977). Därefter engagerade han sig fackligt och blev sekreterare för Danske Sparekassefunktionærers Landsforening (1977-1982) och HK/DANMARK (1982-1985). Han var därefter förbundsordförande för den statliga sektorn inom fackförbundet HK (1985-1998) och var som sådan också ledamot i HK:s förbundsstyrelse (1985-1998).
Trots att Hygum inte var folketingsledamot eller hade någon tidigare politisk karriär utsågs han till Danmarks arbetsmarknadsminister 23 mars 1998. Under sin mandatperiod upplöste han bl.a. sjuksköterskestrejken 1999 på grund av strandade förhandlingar mellan parterna och brottades med debatten om ett eventuellt förbud att bära slöja på arbetsplatsen.
Hygum blev inte invald till Folketinget i valet 2001. Han fick också lämna sin ministerpost eftersom regeringen inte blev återvald. Han lämnade därmed politiken och blev personalchef på Nordeas kapitalförvaltning 2002. Han avancerade sedan till executive director (2004-2008) och är sedan 2008 managing director.

## Styrelseuppdrag
- Ordförande av Statsansattes Kartel (1988-1998)
- Ordförande av Centralorganisationernes Fællesudvalg (1990-1998)
- Styrelseledamot i Kommunernes Pensionsforsikring A/S (1991-1998)
- Ordförande av Din Bank A/S (1991-1998)